# Vérnász (opera)
A Vérnász Szokolay Sándor 1964. október 31-én a Magyar Állami Operaházban bemutatott háromfelvonásos, Federico García Lorca azonos című drámája nyomán írt operája. A darab a magyar opera történetében korábban ritkán látott sikert aratott.

## Az opera története

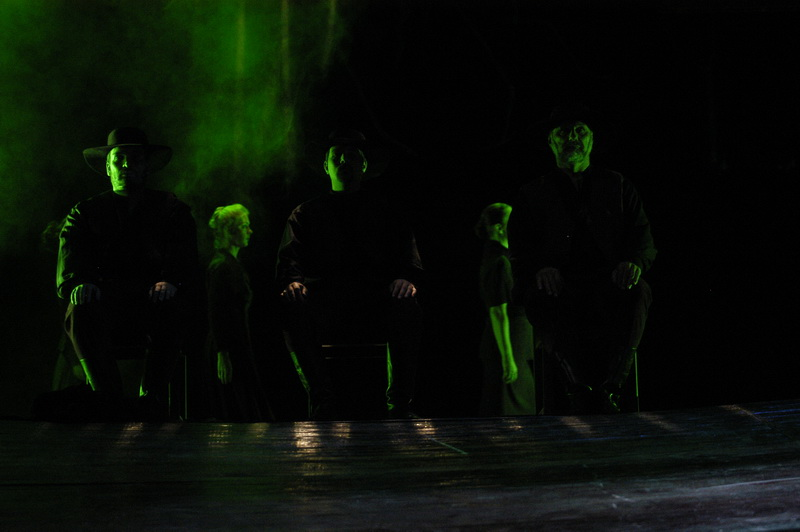
Jelenet a Magyar Állami Operaház előadásából

Szokolay Sándor első operája előtt mint kantáták, táncjátékok és oratóriumok szerzője mutatkozott be a közönségnek és tulajdonképpen már pályája kezdetétől vonzódott a színházhoz. Már igen fiatal korában elhatározta, hogy egyszer operát fog írni a Hamletből, de aztán mikor lehetősége nyílt megkomponálni első operáját, úgy döntött, inkább egy kevésbé elvont problémakört feszegető librettót kellene választania.
1961-ben ismerősei hívták fel a figyelmét a spanyol drámaíró, García Lorca Vérnász című darabjára, amelyet Illyés Gyula fordított magyarra. A darab szenvedélyes hangneme és Illyés remek fordítása rögtön megragadta Szokolay képzeletét. A zeneszerző komolyan tanulmányozta a spanyol kultúrát, mielőtt nekilátott volna az opera megírásának. Egy teljes évig foglalkozott a spanyol történelemmel, néprajzzal és irodalommal (elsősorban Lope de Vega és Lorca műveivel). A zeneszerzők közül Ravel és De Falla művészetét tanulmányozta alaposan.
1962-ben fogott neki a tulajdonképpeni komponálásnak és három évbe telt, mire befejezte azt. Ez alatt a három év alatt számtalanszor megnézte a párizsi Vieux Colombier-színház társulatának elhíresült Vérnász előadását. Ezek az alkalmak mindig új ötleteket adtak neki és továbblendítették a munkában. A bemutatóra 1964. október 31-én került sor a Magyar Állami Operaházban fergeteges sikerrel. Ezután több külföldi színház is színre vitte az operát: már a következő év decemberében a Wupperthali Színházban lezajlott a darab első külföldi előadása, ezután előadták Zágrábban, Prágában, Toulouse-ban, Kassán, Pozsonyban és Berlinben is. De eljutott az opera Bécsbe, Moszkvába, Bolognába, Edinburgh-be, Helsinkibe, Tallinnba, Linzbe, sőt az Amerikai Egyesült Államokba is (Columbus). És amire azóta sem igen volt példa, egy külföldi operaház- a Helsinki opera – budapesti vendégszereplése alkalmából egy magyar művet is játszott: a Vérnászt 1970-ben.
A budapesti operaház azóta többször is sikerrel játszotta a darabot, sőt, azt bemutatták a Szegedi Nemzeti Színházban is. Sajnos az utóbbi években mostohán bántak Szokolay operáival, de a Vérnászt Kovalik Balázs rendezésében nemrégiben ismét felújították, és bár az utóbbi öt évben nem volt műsoron, most tavasszal ismét szerepel az operaház műsor kalendáriumában. Mindezidáig ez az egyetlen Szokolay opera, amely megjelent CD kiadás formájában is, pedig érdemes lenne megjelentetni a szerző következő két operáját (a Hamletet és a Sámsont) is.

## Az opera szereplői és helyszínei
| Szereplő                 | Hangfekvés   |
| ------------------------ | ------------ |
| Anya                     | alt          |
| Vőlegény,                | tenor        |
| Szomszédasszony          | szoprán      |
| Leonardo                 | bariton      |
| Feleség                  | mezzoszoprán |
| Anyós                    | alt          |
| Menyasszony              | szoprán      |
| Apa                      | basszus      |
| Cselédasszony            | szoprán      |
| Első nyoszolyólány       | szoprán      |
| Második Nyoszolyólány    | mezzoszoprán |
| Vőfély                   | bariton      |
| Első favágó              | bariton      |
| Második favágó           | basszbariton |
| Harmadik favágó          | basszus      |
| Hold, mint favágó        | tenor        |
| Halál mint koldusasszony | alt          |

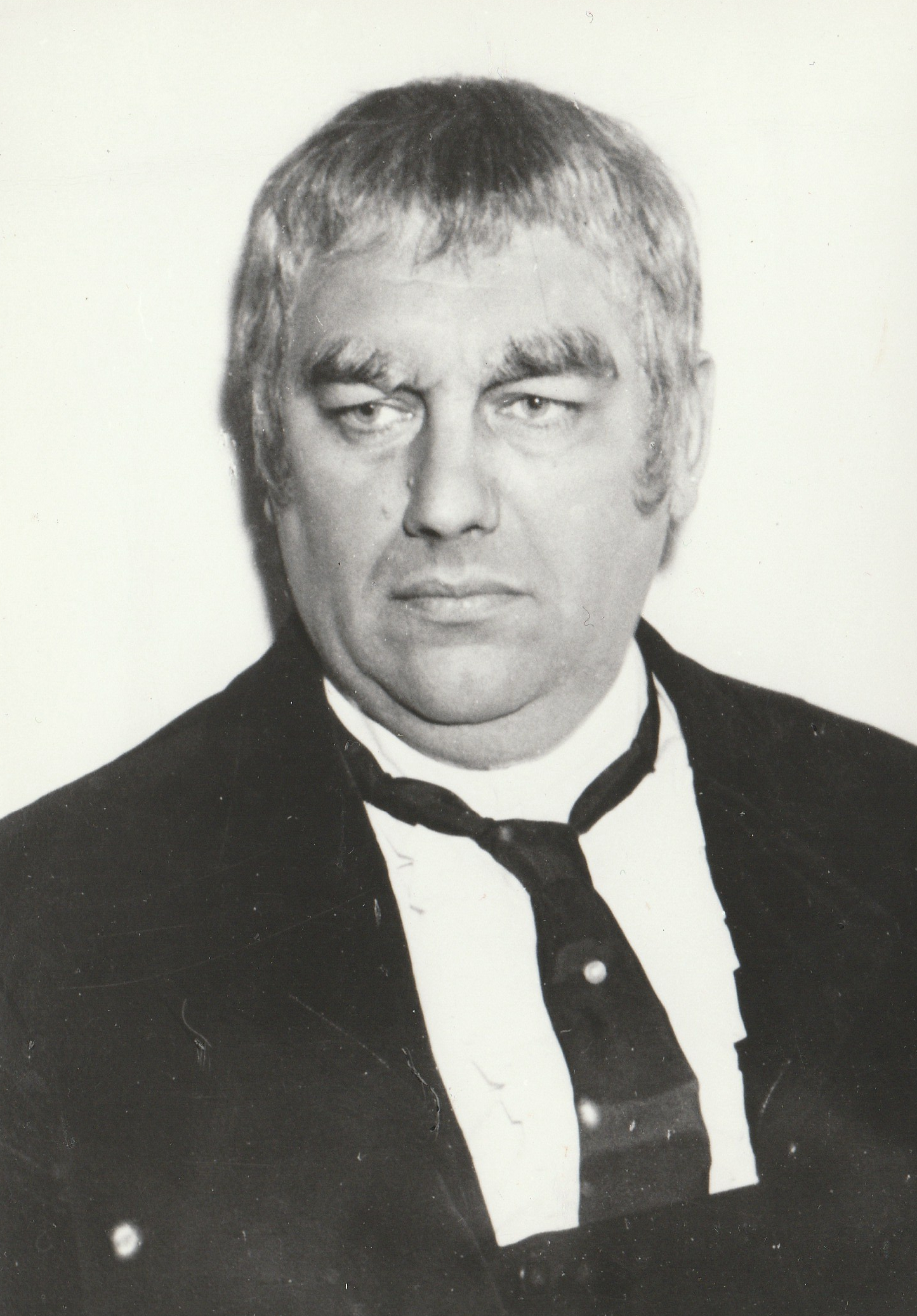
Domahidy László az Apa szerepében

- Kórus: lakodalmi vendégek, üldözöttek, gyászolók, kar a színfalak mögött, gyermekkar
- Történik: egy spanyol faluban és környékén
- Színhelyek:
  - I. felvonás: 1. kép: az anya háza, 2. kép: Leonardo háza, 3. kép: a menyasszony otthona
  - II. felvonás: 1. kép: a menyasszony házának udvara, 2. kép: a menyasszony házának udvara
  - III. felvonás: 1. kép: az erdőbe, 2. kép: tér a faluban
- Játékidő: egy és háromnegyed óra

## Az opera cselekménye

### I. felvonás
1.kép: A vőlegény a szőlőbe készül és anyjától kést kér. Az asszonyban a kés említésére gyötrelmes indulat tör fel. Fájó emlékek rohanják meg és minden eszközt megátkoz, amit gyilkolásra lehet használni. Férjét és kisebbik fiát ugyanis haragosaik megölték. Ezt nem tudta feldolgozni a szerencsétlen asszony. A tettesek a börtönben vígan élik világukat, míg ő a temetőbe járhat két halottjához. Ez a gondolat tölti ki egész életét és a rettegés még életben lévő fiáért. Milyen jó lett volna, ha lánya születik. A lányra nem érvényes a rettenetes vérbosszú intézménye. A vőlegény nagy nehezen tudja megnyugtatni, majd útnak indul.
Az anya egyedül marad és újabb félelmek rohanják meg: fia nősülni készül, hamarosan végleg egyedül marad és még nem is tudja, milyen a választottja. A színre lépő szomszédasszony sem tud sokat a menyasszonyról. Az anya kérdezősködik és megtudja, hogy a lány járt már mással is jegyben. A vőlegény Leonardo volt, annak a családnak a gyermeke, amelynek tagjai megölték az anya férjét és kisebbik fiát. Az asszony magánkívül lesz a dührohamtól. A szomszédasszony nyugtatgatja: hiszen Leonardo még gyerek volt, amikor a gyilkosság történt.
2. kép: Leonardo felesége és anyósa altatódalt énekel a férfi fiának. Mikor megérkezik a családfő, feszültséggel telik meg a levegő. A feleség szenved férje zsarnoki természetétől és durvaságától, és gyanakszik is. Leonardo nap mint nap halálra hajszolja a lovát, őt magát többen is látták a síkság túlsó szélén lovagolni: mit keresett arrafelé? A férfi ingerülten kitér a válasz elől, majd felindultan elrohan. Felesége és anyósa döbbenten néznek utána.
3. kép: Anya és fia lánykérőbe érkeznek a menyasszony házába. Az anya nagy nehezen leküzdi ellenséges érzéseit, az apa pedig beleegyezését adja a dologba, ha már a fiatalok ilyen jól megértik egymást. Ekkor lép a szobába a lány, aki hidegen tisztelettudó és udvarias leendő anyósával szemben. Vőlegénye rajongó szavait pár mondattal viszonozza. Ezután az apa kikíséri vendégeit, a menyasszony pedig a cselédasszonnyal kettesben marad. A cseléd hamar kitalálja, hogy a lány aligha lehet boldog.
A fiatalasszony azonban másról akar beszélni. A cselédasszony ekkor elmondja, hogy minden éjjel lódobogást hall a lány ablaka alatt. A lovas pedig Leonardo és ezt a menyasszony is jól tudja, hiába is akarná tagadni. Ezután behallatszik kintről a lódobogás zaja.

### II. felvonás
1.kép: Az esküvő hajnalán vagyunk. A cselédasszony az udvaron fésüli a menyasszony haját, aki nyugtalan és zaklatott. Jól tudja: most végleg le kell számolnia korábbi életével. Ekkor Leonardo érkezik: a düh, a kétségbeesés és a tehetetlenség hajszolta ide. Felesége és gyereke van, de tisztában van vele, hogy igazi szenvedése csak akkor fog elkezdődni, mikor egykori szerelme feleség lesz és ezzel végleg megszakad közöttük minden kötelék. Eljött, hogy mindezt a lány szemébe vágja, aki annak idején annyira gőgös volt, hogy a szegényebb családból való Leonardo nem tudta kielégíteni igényeit.
A lány indulatosan visszautasítja Leonardo vádjait, hiszen ő legalább annyira hibáztatható azért, ami annak idején történt, mint ő. Ráadásul most ide jön vádaskodni, amikor ő arra készül, hogy örökre eltemesse magát a világ elől. De nem tudja kivonni magát a férfi hatása alól és lázasan vallomást tesz neki. De már késő. Felhangzanak a menyegzői kórus szavai. Megnyílik az udvar kapuja, betódul a vendégsereg, megérkezik a vőlegény és köszöntik a menyasszonyt. Ezután elindulnak a templomba. Leonardo kettesben marad feleségével. Az asszonyból feltör a megalázott indulat és kétségbeesés. Végül a férfi karját nyújtja neki és együtt indulnak el a nászmenet után.
2. kép: Az udvaron időközben megterítettek. A nászmenet visszatér a templomból. A menyasszony letört, el is búcsúzik a mulatozóktól és visszavonul. A vendégsereg közben belemelegedik a mulatozásba. Eközben anya és fia váltanak pár szót. Mindketten elégedettek: a szülő jó tanácsokkal látja el a fiút. Következnék a menyasszonytánc, de a menyasszonynak nyoma veszett. Vajon hová tűnhetett? Mindenki izgatottan szaladgál fel-alá, aztán beront Leonardo felesége és az indulattól fuldokolva alig tudja kinyögni: Leonardo lóháton szöktette meg a menyasszonyt. Az anya számára elérkezett a bosszú pillanata. Semmi féltést, aggódást nem érez fiáért, elvakítja a gyűlölet. A vendégsereg felkerekedik a szökevények keresésére.

### III. felvonás
1.kép: Az erdőben a favágók már tudnak a szöktetésről és a szökevényekhez húznak: vérük szavát követték, helyesen cselekedtek. A titokzatos Hold azonban minden zugot bevilágít, hogy Leonardo és az asszony ne tudjon elrejtőzni. Megjelenik a halál is koldusasszony alakjában és már lesi áldozatait. Az üldözők a vőlegény vezetésével megérkeznek a tisztásra. Itt egy pillanatra megtorpannak, majd újult erővel folytatják útjukat. A Halál találkozik a társaitól elszakadt vőlegénnyel és megmutatja neki az utat.
Ezután lép színre a két szökevény. A lány nem akar tovább menni, de a sorsuk már eggyé forrt, csak a halál választhatja őket el. A Halál ekkor ismét feltűnik. Most már semmi sem akadályozhatja meg a tragédiát. A függönyök mögött feljajduló kórus zengi a halálos párbaj kimenetelét.
2. kép: Leonardo felesége és annak anyósa jönnek. Ezután a koldusasszony lopakodik elő. Ő már tudja: a két férfi kioltotta egymás életét, nemsokára hozzák őket vérbe fagyva. Az anya is megjelenik a szomszédasszonnyal. Az asszonynak nem kell többé rettegnie semmitől, nyugodtan alhat éjszaka. Ekkor lép be a menyasszony. Nem védekezik a rázúduló vádak ellen, szívesen bűnhődik, még a halált is vállalja, ha anyósa azt akarja, csak ne gyalázza tovább. Csak azt tette, amit más is megtett volna. Végül hozzák annak a két férfinek a holttestét, akik szerelemre és boldogságra születtek és akiknek kioltotta az életét egy kicsi kés.

## Az opera szövegkönyve
A librettót maga a zeneszerző állította össze az eredeti darab Illyés Gyula-féle magyar fordítása nyomán. Szokolay híven követte García Lorca tragédiáját. A darabban a modern költészet nyelvén a régi spanyol románcok ősi világa kelt újra életre. A spanyol drámaírót gazdag nyelvi fantázia, erőteljes hangulatteremtő erő jellemezte, hősei lelkivilágát nagyon plasztikusan ábrázolta.
Szokolay képzeletét megragadta Lorca darabjainak szenvedélyessége, indulatvilágának forrósága, valamint az ábrázolásnak az a kettőssége, amely az intellektus és az érzelem egymással megütköző érzelemvilágából támad. Illyés Gyula fordítása szoros rokonságot mutat a spanyol balladaköltészettel, és szinte nem is nevezhető fordításnak. Inkább az eredetivel egyenrangú újraköltésnek kell tartanunk. Szokolay semmit sem változtatott az eredeti szövegen, csak rövidített. Ezt az opera zártabb formája követelte meg, illetve két helyen beillesztett a darabba egy-egy Lorca verset. Mivel szövegmódosítás nem történt, az opera egy az egyben a költő szavait kelti életre.

## Az opera zenéje
Szokolay operáról vallott alapelve szerint a műfaj leglényegesebb eleme ma is a dallam. Ezt következetesen meg is valósította első operájában. Stílusára Bartók, Stravinsky és Honegger muzsikája gyakorolt hatást. Azoknál a részeknél, ahol a történet a halál közvetlen közelségét érinti, a szerző él a dodekafónia és az atonalitás eszközével, használja az új bécsi iskola eszközeit. Formailag a Vérnász egy zárt, végig komponált opera, a zárt számok burkoltan épülnek be a zenei anyag egészébe. A zenei csúcspontok mindig összhangban vannak az érzelmi csomópontokkal, ezek köré épülnek, így keletkeznek a partitúrában tágabb értelemben vett nagylélegzetű zenei formák.
A zeneszerző ügyelt rá, hogy a dráma sodrása ne ragadja magával a zenét, ily módon adva alkalmat érzelmi túlzásokra. A három felvonás közül csak az első végződik egy elkerülhetetlen, zenei szempontból is elementáris csúcspontban. A II. és a III. felvonás halkan a semmibe vesző akkordokkal ér véget. A két főszereplő párbaját is csak a III. felvonás két képét összekötő közjáték érzékelteti, a gyilkosság nem a nyílt színen játszódik le (ennek megtörténtének érzékeltetésére érdekes és eredeti megoldást alkalmazott Szokolay: a függöny mögül feljajduló kar hangját).
A hangszerelés sokrétű, színes és virtuóz. Kifejezetten spanyolos részek alig vannak a zenében, de egy helyen egy eredeti spanyol népdal szólal meg, ami Lorca saját gyűjtéséből való. Szokolay nem használja a magyar paraszti zenét, mert szándéka szerint a Vérnász egy egzotikus alkotás, ennek értelmében hangzásvilága csak távoli lehet. A spanyolos dallamfoszlányok alkalmazása mellett az egzotikumba hajló opera kellékei közé tartoznak azok a részek is, ahol folklórba hajló zsánerképek jelennek meg a színpadon. Ilyen az első felvonás altatódala, vagy a második felvonás menyegzői fináléja. A zeneszerző a folklór anyag segítségével fokozni tudta a drámai hatást, amely aztán elő-előtör a darab előrehaladtával, ilyenkor mindig hatalmas crescendókat valósít meg a zenekar.
Ezeknél a részeknél a legnyilvánvalóbb: az operát a dallam uralja, éppen úgy, ahogy a XIX. század végi-XX. század eleji olasz operákat. Szokolay olyan következetesen él ezzel a technikával, hogy dallamai sohasem operettszerűek: a Vérnász minden egyes hangjegye igazi, drámai operazene. A szerző fiatal volta ellenére a zene kifejezetten virtuóz és stílusában rokonságot tart verista szerzők hasonló témájú darabjaival. Azonban bármennyire is konzervatív nemzetközileg a szerző technikája, hazai viszonylatban rendkívül újszerű. Ugyanis ezt az erősen tonális alapú, de nagyon vad hangzású zenei nyelvet egy magyar szerző sem használta korábban műveiben. Összességében elmondható, hogy az opera egyéni hangú, biztos színpadi érzékkel rendelkező szerző alkotása.

## Az opera CD kiadása
Anya-Komlóssy Erzsébet, Vőlegény-Szőnyi Ferenc, Szomszédasszony-Szilvássy Margit, Leonardo-Faragó András, Feleség-Moldován Stefánia, Anyós-Szabó Anita, Menyasszony-Házy Erzsébet, Cselédasszony-Szecsődi Irén, Apa-Várhelyi Endre, Első nyoszolyólány-Andor Éva, Második nyoszolyólány-Kovács Eszter, Vőfély-Kerekes Gábor, Első favágó-Nagypál László, Második favágó-Katona Lajos, Harmadik favágó-Bódy József, Hold-Palcsó Sándor, Halál-Barlay Zsuzsa; Közreműködik: a Magyar Állami Operaház Ének- és Zenekarra, a Magyar Rádió és Televízió Gyermekkórusa; Vezényel: Kórodi András; a felvétel helye és ideje: 1967 Magyar Rádió Stúdiója; Kiadás éve: 2005 Hungaroton 2 CD ADD Stereo HCD 11262-63